# 陈洲
陈洲（1966年8月—），汉族，吉林榆树人。中华人民共和国政治人物。现任中共中央对外联络部副部长。